# Paphiopedilum dianthum
Paphiopedilum dianthum es una especie de planta perteneciente a la familia  Orchidaceae. Es endémica de Guangxi y Yunnan en China. Su hábitat natural son las selvas húmedas bajas tropicales o subtropicales. Está tratada en peligro de extinción por pérdida de hábitat. 

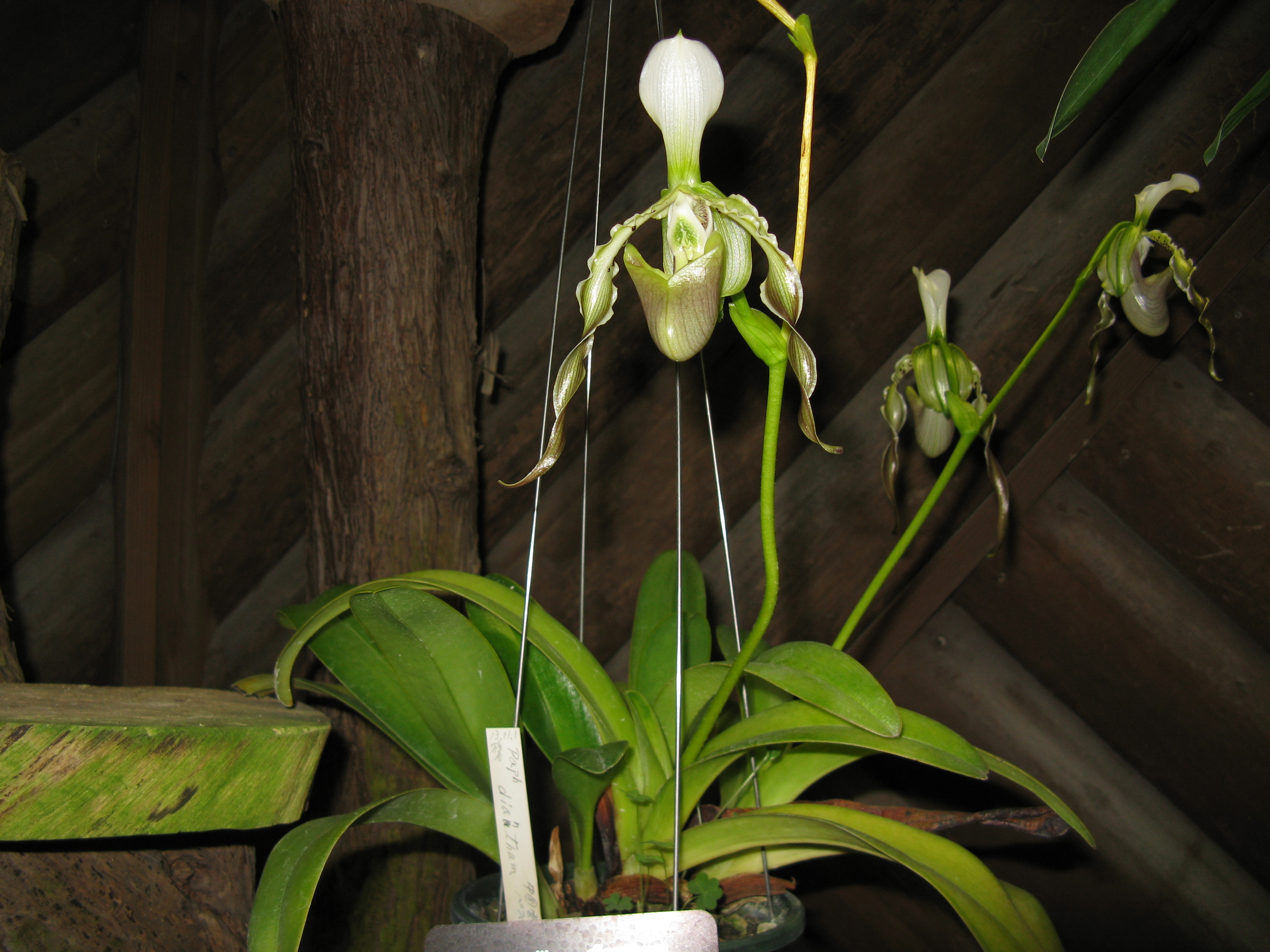
Detalle de la planta con flor

## Descripción
Es una orquídea de hábitos litofitas o como, pocas veces, epífitas, en el humus bajo los árboles cubiertos de musgo con una primavera y verano húmedos y una disminución clara en los meses de invierno. Tiene hojas coriáceas, liguladas, oblicuamente obtusas apicalmente  de color verde oscuro por encima y por debajo más pálida. Florece en el otoño en una erecta a arqueada inflorescencia colgante, de color verde, con varios 1 a 5 flores que se abren simultáneamente.

## Distribución y hábitat
Se encuentra en el sudoeste de China y norte de Vietnam en bosques primarios, abiertos y semi-caducifolios de hoja ancha o perennes, bosques cubiertos de musgo y húmedos en los altamente erosionados acantilados de piedra caliza cristalina en la sombra , a una altitud de 500 a 1450 metros. 

## Taxonomía
Paphiopedilum dianthum fue descrita por Tang & F.T.Wang y publicado en Bulletin of the Fan Memorial Institute of Biology : 10: 24. 1940.
Etimología
El nombre del género viene de « Cypris», Venus, y de "pedilon" = "zapato" o "zapatilla" en referencia a su labelo inflado en forma de zapatilla.
dianthum; epíteto latino que significa "doble flor".
Sinonimia
- Paphiopedilum dianthum forma album O.Gruss
- Paphiopedilum parishii var. dianthum (Tang & F.T.Wang) K.Karas. & K.Saito[5][6]